# 林宗载
林宗载（？—？），原名林鬷言，字允坤，号亨万，福建泉州府同安县厦门塔头人。明朝官員。

## 生平
萬曆三十七年（1609年）己酉科舉人，萬曆四十四年（1616年）丙辰科進士，都察院觀政，初授江西浮梁知縣，四十六年本省同考。天啟二年行取考选，擢任兵科给事中，四年歷官户、刑左右给事中，五年四月升户科都给事中，七年二月升太常寺少卿，八月叙殿工，加升一级，加太僕寺卿、理太常寺事。崇禎元年八月，陞太常寺卿。二年三月疏請終飬，許之。优游泉石间十余年。其子林宜灼大量購併普陀寺寺田，持內岁入不足供香灯，住持了蕴欲弃寺而去。宜灼去世后，林宗载将其子所购寺租捐归寺，崇祯十三年立有《田祖入寺记》。年七十卒，墓在二十二都仓里灯山。著有《觀海堂平平編》。

## 荷蘭文獻中的「Hambuan」
在荷蘭文獻中，屢屢提及華商Hambuan，目前臺灣史學界認定Hambuan即林宗載。

## 家族
曾祖林廉，湖廣彭澤。祖父林大時，冠带乡宾。父林会，冠带乡宾。